# Les Cabanes (Toralla)
Les Cabanes és una partida rural del terme municipal de Conca de Dalt, a l'antic terme de Toralla i Serradell, al Pallars Jussà, en territori que havia estat del poble de Toralla.
Està situada a la dreta del barranc de Mascarell, al nord-est de la Costa del Toll. És al nord-est de Raidonal, a llevant de Prats, al vessant nord-est de la Serra de Ramonic.